# Voie rapide de Blois
La voie rapide de Blois est une ceinture semi-périphérique à double voie d'une longueur de 6,5 km qui contourne le centre-ville de Blois, dans le département du Loir-et-Cher (région Centre-Val de Loire), en traversant la partie est de son agglomération.
Raccordée à la sortie  17 de l'autoroute A10 via la courte D 952a, elle permet de relier les principaux axes routiers du pays blésois, notamment les anciennes routes nationales, dont la D 952 vers Tours, la D 956 vers Châteauroux et Romorantin-Lanthenay, la D 957 vers Vendôme et la D 2152 vers Orléans.

## Histoire

### Le défi de construire une nouvelle artère
Dans les années 1960, l'urbanisation croissante d'après-guerre à Blois met en exergue le trafic toujours plus important sur le pont Jacques-Gabriel (alors sur la route nationale 156 reliant Blois à Châteauroux et accumulant près de 25 000 passages quotidiens), du fait de sa situation d'unique point pour traverser la Loire relier les deux rives dans un rayon de 15 km. C'est le choix final en 1970 du tracé de l'autoroute A10 reliant Paris à Bordeaux qui mettra fin aux débats interminables quant au tracé à élaborer. La voie rapide se dessine depuis les routes vers les deux sous-préfectures du Loir-et-Cher, à savoir Vendôme et Romorantin-Lanthenay, pour rejoindre l'échangeur de l'A10 alors prévu au Nord-est de la ville.
Le chantier débute par la rive droite de Blois au niveau de la Chaussée-Saint-Victor depuis le carrefour de la Chaussée jusqu'en haut de l'avenue de Verdun, avec la mise en circulation du pont Charles-de-Gaulle dès décembre 1970. Cette portion, caractérisée par un fort dénivelé entre le haut et le bas du val, a nécessité la construction d'une rampe faisant également office de digue. Le cours du ruisseau des Mées a ainsi dû être dévié lors de ces travaux. En 1974, le tronçon de l'A10 entre Tours et Orléans, avec l'échangeur de Blois, est achevé : la route est prolongée vers Cap'Ciné au Nord (avec liaison directe à l'échangeur de l'A10) et se poursuit vers le Sud jusqu'au carrefour de la Patte-d'Oie, à Saint-Gervais-la-Forêt.
Les différents échangeurs à Vineuil sont construits dans les années 1980[réf. souhaitée], puis c'est au tour du carrefour de la Patte-d'Oie d'être réaménagé en rond-point en 1991[réf. souhaitée].
La section entre le rond-point de Cap'Ciné et le rond-point des Mardeaux, dans la zone industrielle de Villebarou, n'est achevée qu'en 1998[réf. souhaitée]. En 2006, le carrefour de Verdun a été restructuré en échangeur pour améliorer la fluidité du trafic.
En termes de financement, le coût total du projet a été partagé en 3 entre l'État, la collectivité locale et le département.

### Projets avortés
La fin du XXe siècle a été à Blois très optimiste en termes de projets d'urbanisme : le Plan d'urbanisme directeur (PUD) de 1971 prévoyait notamment une augmentation de la population blésoise jusqu'à 100 000 habitants en 1990,. Ne prenant pas compte de l'apparition des centres commerciaux en France, ce premier projet a été remplacé en 1974 par un Schéma directeur d'aménagement urbain (SDAU), principalement conforme aux chantiers réalisés, à l'exception de la zone commerciale Sud (Vineuil et Saint-Gervais-la-Forêt) qui était prévue dans le bourg de Vineuil. Néanmoins, c'est ce plan qui a également permis de dessiner les deux autres centres commerciaux de Blois –Salamandre et Blois-2, situés au Nord–, au détriment d'un pôle commercial initialement prévu dans le centre-ville. Ce-dernier aurait peut-être pu dynamiser le centre historique de Blois, mais le projet a été abandonné. En effet, la construction de la voie rapide sur un axe Nord–Sud pour désengorger le centre constituait la principale priorité de la municipalité, au moment des années 1970.
Ainsi, la rocade a été complétée dans les années 1990 par un réseau de boulevards d'enceinte, à circulation modérée, relié à la voie rapide via des ronds-points, ce qui a mené à la construction du troisième pont.

## Caractéristiques

### Généralités
À ce jour, la rocade de Blois destinée à faire le tour de la ville se divise en deux sections :
- une section à double voie, contournant la ville du Nord au Sud en passant par l'Est : il s'agit de la voie rapide ;
- une section classique, en passant par l'Ouest et les quartiers plus peuplés, composée de boulevards ponctués de ronds-points et de feux de circulation : il s'agit là des « boulevards d'enceinte », qui traversent le pont François-Mitterrand, le quartier de la gare, la ZUP et la zone industrielle de Blois-Nord.

### Structure
La voie rapide de Blois est constituée de deux chaussées séparées et parallèles. La chaussée intérieure est la chaussée la plus proche de Blois où, du fait de la circulation à droite, les véhicules contournent la ville du Nord vers le Sud. À l'inverse, la  chaussée extérieure désigne quant à elle la plus éloignée de Blois : la circulation s'y effectue donc du Sud au Nord.
La voie rapide se prolonge en 2 × 2 voies :
- vers le Nord jusqu'à la Chapelle-Vendômoise par le reste de la D 957 en direction de Vendôme ;
- et vers le Sud au-delà de la forêt de Russy, jusqu'à Clénord (Cellettes) avec le reste de la D 956 vers Romorantin-Lanthenay et Châteauroux.

### Voies de circulation
La voie rapide de Blois est une 2 × 2 voies discontinue, entrecoupée notamment au Nord par deux ronds-points. Différentes bretelles permettent également de rejoindre –parfois à sens unique– différents quartiers de l'agglomération ou de contourner un rond-point, notamment celui de Cap'Ciné.

### Tracé
| Intérieur (façade ouest)                                                |                                                                    | Extérieur (façade est)                                                   |  |
| ----------------------------------------------------------------------- | ------------------------------------------------------------------ | ------------------------------------------------------------------------ |  |
| D 203 vers Blois-Nord et boulevards d'enceinte (par av. de Vendôme)     | ⇆ ⇆ rond-point des Mardeaux                                        | D 957 vers Blois-2, Fossé et Vendôme                                     |  |
|                                                                         | ⇵                                                                  |                                                                          |  |
|                                                                         | ⇼                                                                  | pont de Villebrême sur l'A10                                             |  |
|                                                                         | ⇵                                                                  |                                                                          |  |
|                                                                         | ⇼                                                                  | pont de Villebarou sur l'A10                                             |  |
|                                                                         | ⇵                                                                  |                                                                          |  |
| D 200a vers Blois-Vallée Maillard et Villebarou                         | ⇆ ⇆ rond-point Robert Nau                                          | vers Blois-Polyclinique                                                  |  |
|                                                                         | ⇵                                                                  |                                                                          |  |
|                                                                         | ⇵↱                                                                 | sortie extérieure · vers Cap'Ciné ·                                      |  |
|                                                                         | ⇵                                                                  |                                                                          |  |
| vers Blois-Nord (par bd. de l'Industrie)                                | ⇆ ⇆ « rond-point de Cap'Ciné »                                     | D 956 (fin) → D 952a et A10 D 50 vers Villerbon                          |  |
|                                                                         | ⇵                                                                  |                                                                          |  |
|                                                                         | ⇵↱                                                                 | sortie extérieure · vers quartier Laplace ·                              |  |
|                                                                         | ⇵                                                                  |                                                                          |  |
|                                                                         | ⇼                                                                  | pont ferroviaire de la ligne Paris–Bordeaux                              |  |
|                                                                         | ⇵                                                                  |                                                                          |  |
|                                                                         | ⇵                                                                  |                                                                          |  |
| D 2152 vers Blois-centre (par av. Maunoury)                             | ⇆ ⇆ carrefour de la Chaussée                                       | D 2152 vers la Chaussée-Saint-Victor et Orléans (par Mer)                |  |
|                                                                         | ⇵                                                                  |                                                                          |  |
| sortie intérieure · vers Cornillettes (Blois) ·                         | ↲⇵↱                                                                | sortie extérieure · vers le Coteau (la Chaussée-Saint-Victor) ·          |  |
|                                                                         | ⇵                                                                  |                                                                          |  |
| D 952 vers Blois-centre (par av. de Verdun)                             | ⇆ carrefour de Verdun                                              |                                                                          |  |
|                                                                         | ⇵                                                                  |                                                                          |  |
|                                                                         |                                                                    | pont Charles-de-Gaulle sur la Loire                                      |  |
|                                                                         | ⇵                                                                  |                                                                          |  |
| D 751 et D 951 vers Blois-Vienne, boulevards d'enceinte et Tours        | ⇆ ⇆ carrefour de la Bouillie                                       | D 951 et D 72 vers Orléans (par Muides-sur-Loire) et les Noëls (Vineuil) |  |
|                                                                         | ⇵                                                                  |                                                                          |  |
|                                                                         | ⇆                                                                  | vers Vineuil-centre (par av. Gal de Gaulle)                              |  |
|                                                                         | ⇵                                                                  |                                                                          |  |
|                                                                         |                                                                    | pont sur le Cosson                                                       |  |
|                                                                         | ⇵                                                                  |                                                                          |  |
| D 33 vers Saint-Gervais-la-Forêt (par rte de Chambord)                  | ⇆ ⇆ carrefour de la Fosse Carrée                                   | D 33 vers Chambord, Huisseau-sur-Cosson et Vineuil (par rte de Chambord) |  |
|                                                                         | ⇵                                                                  |                                                                          |  |
|                                                                         | ⇵                                                                  |                                                                          |  |
|                                                                         | ⇵                                                                  |                                                                          |  |
|                                                                         | ⇵↱                                                                 | sortie extérieure · vers ZAC Vineuil (centre commercial Renaissance) ·   |  |
|                                                                         | ⇵                                                                  |                                                                          |  |
| vers ZAC des Clouseaux (Saint-Gervais-la-Forêt)                         | ⇆ ⇆                                                                | vers ZAC Vineuil (centre commercial Renaissance)                         |  |
|                                                                         | ⇵                                                                  |                                                                          |  |
|                                                                         | ⇵↱                                                                 | sortie extérieure · vers ZAC du Grain d'Or (Vineuil) ·                   |  |
|                                                                         | ⇵                                                                  |                                                                          |  |
| D 956b vers Blois-Vienne via Saint-Gervais-la-Forêt (par rte Nationale) | ⇆ ⇆ carrefour de la Patte-d'Oie                                    | D 923 vers Bracieux et Mont-près-Chambord                                |  |
|                                                                         | ⇵                                                                  |                                                                          |  |
|                                                                         | D 956 et D 765 vers Cellettes, Romorantin-Lanthenay ou Châteauroux |                                                                          |  |
|                                                                         |                                                                    |                                                                          |  |

### Nomenclatures officielles

#### Réseau des routes départementales
Selon la nomenclature des routes, la voie rapide de Blois se sépare en deux parties avec :
- la D 957 au Nord jusqu'au « rond-point de Cap'Ciné »,
- la D 956 au Sud depuis ce même endroit.

Ces routes correspondent respectivement aux anciennes routes N 157 allant de Blois à Épuisay et N 156 de Blois à Châteauroux. Depuis la réforme de déclassement des routes nationales en 1972, ces routes sont désormais sous la charge du département.

#### Odonymes adoptés
Une partie de la voie rapide s'est vu attribuer un nom. Il s'agit notamment :
- du tronçon entre le rond-point de Cap'Ciné[Note 7] et l'avenue Maunoury, nommé boulevard des Cités Unies ;
- du tronçon entre l'avenue de Verdun et l'avenue Maunoury, nommé avenue des Déportés du côté de Blois comme à la Chaussée-Saint-Victor.

## Équipements

### Distribution de carburant
Deux stations-service sont accessibles directement via la voie rapide. Disponible dans chacun des sens de circulation, elles se trouvent au niveau de la zone d'activités de Vineuil.

## Ouvrages et connexions

### Échangeurs
Mises à part ses extrémités (rond-point des Mardeaux au Nord et carrefour de la Patte-d'Oie au Sud), la voie rapide est dotée d'un unique échangeur classique en demi-trèfle. Ce dernier se trouve au niveau du parc de la Bouillie, juste au sud du pont Charles-de-Gaulle, et permet de rejoindre par l'Ouest les boulevards d'enceinte et le quartier Vienne, et par l'Est le quartier des Noëls de Vineuil ou les communes de Saint-Dyé-sur-Loire ou Saint-Denis-sur-Loire, notamment.
Il existe cependant d'autres diffuseurs s'organisant autour de deux ronds-points reliés par un pont ou un passage sous la voie rapide.
| Échangeur de Cap'Ciné. | Échangeur de l'avenue du Général de Gaulle. | Échangeur de la Fosse Carrée. |

### Bretelles

#### Bretelles à accès simple
À Blois, la voie rapide est munie d'une seule bretelle à accès simple. Située à la fin de l'avenue Robert Schumann, elle permet d'accéder à la voie rapide en esquivant le rond-point de Cap'Ciné.
Pour les automobilistes, cette configuration se traduit par une priorité à droite, en faveur de ceux arrivant par cette bretelle, et non de ceux engagés à la sortie du rond-point de Cap'Ciné, comme le serait une voie d'insertion par la gauche.
Néanmoins, bien que ne faisant pas partie de la voie rapide à proprement parler, il existe une bretelle d'accès similaire depuis la voie rapide vers la connexion avec l'A10 au niveau de ce même rond-point de Cap'Ciné.

#### Bretelles de sortie simple
Au contraire, plusieurs bretelles permettent de seulement sortir de la voie rapide, là où il n'existe aucun aménagement pour y accéder au même endroit.
C'est notamment le cas pour :
- dans le sens Nord–Sud :
  - un accès direct à l'avenue Maunoury (Blois) par la rue de l'Octroi (La Chaussée-Saint-Victor),
  - un accès direct à la ZAC des Clouseaux via la rue des Perrières (Saint-Gervais-la-Forêt) ;
- dans le sens Sud–Nord :
  - un accès direct vers la ZAC du Grain d'Or par la rue Georges-Méliès (Vineuil),
  - un accès direct au centre commercial Renaissance par la rue Lavoisier (Vineuil),
  - un accès double avec voie de service au niveau de l'avenue des Déportés (La Chaussée-Saint-Victor),
  - un accès direct vers la rue Laplace (Blois)[5],
  - la sortie vers la route d'accès vers l'autoroute A10 au niveau du rond-point de Cap'Ciné[6] (voir section précédente).

### Ponts

#### Pont Charles-de-Gaulle sur la Loire
Véritable clé de voûte de la voie rapide, le pont Charles-de-Gaulle (en activité depuis 1970) constitue le point de passage au plus fort trafic du Loir-et-Cher, avec plus de 50 000 passages par jour,. En effet, ce pont permet la traversée de la Loire et la connexion de la rive gauche et le reste de la Sologne avec la ville et l'autoroute A10.

#### Passerelles Laplace–Cap'Ciné
Par soucis de désengorgement et de connectivité entre les quartiers, il a été décidé de construire un double axe contournant le rond-point de Cap'Ciné.
Un premier pont, posé en fin 2018 en parallèle du pont ferroviaire, permet ainsi de relier, pour les automobilistes, la voie rapide dans son sens Sud–Nord à l'intersection des rue Laplace et rue Louis-Joseph Philippe. Le pont comporte également une piste cyclable allant jusqu'au Parc d'activité A10.
Dans la continuité pour les mobilités douces, une passerelle ciclo-piétonne a été posée en 2019 afin de relier la même piste cyclable à Cap'Ciné.
L'enveloppe nécessaire à la réalisation de ce projet a été de 8M €, répartis entre Agglopolys, le Département, la Région et l'État.

#### Pont ferroviaire
La voie rapide emprunte un passage inférieur pour franchir la ligne ferroviaire de Paris-Austerlitz à Bordeaux ainsi que l'ancienne ligne de Blois à Villefranche-sur-Cher. Le pont se trouve entre le rond-point de Cap'Ciné et le carrefour de la Chaussée.

## Exploitation et circulation routière

### Exploitation et information des usagers
Depuis le déclassement de la N 156 en D 956, la gestion de la voie rapide est assurée par le conseil départemental de Loir-et-Cher. Une réfection complète de la voirie, en incluant le pont Charles-de-Gaulle, a été assurée sur l'ensemble de la voie rapide entre 2020 et 2024,.
La voie rapide n'est munie d'aucuns panneaux à messages variables qui pourraient informer les usagers en temps réel, ni de feux tricolores pouvant limiter la circulation en cas de problème. Le rond-point des Châteaux, au niveau de l'échangeur A10, est lui muni de feux.

### Trafic

#### Volume de trafic et usages locaux
La portion la plus dense de la voie se situe entre le rond-point de Cap'Ciné et le pont Charles-de-Gaulle (point de passage le plus important du Loir-et-Cher avec 50 000 passages chaque jour,).

### Limitations de vitesse et dangers localisés
À ses extrémités, la voie rapide est limitée à 90 km/h. En conditions normales, elle passe à 70 km/h entre le rond-point de Cap'Ciné et l'échangeur de la Bouillie, au sud du pont Charles-de-Gaulle.

### Radars et infractions pour excès de vitesse
Un radar automatique fixe est situé dans le sens Nord–Sud, au niveau du carrefour de la Chaussée.

### Accidentologie
Avec les levées de la Loire, la voie rapide représente un axe particulièrement sujet à la vigilance où les conséquences d'un accident de la route peuvent être élevées, notamment en cas de brouillard ou de verglas. Sur la voie rapide, un accident peut causer d'importants bouchons voire mener au blocage complet de la circulation dans un voire deux sens, notamment en semaine ou lors des heures de pointe.

## Insertion urbaine
À l'instar d'une voie ferrée, la voie rapide constitue une rupture pouvant limiter la connectivité entre les différentes communes de l'agglomération ou, pire encore, entre les quartiers d'une même commune.
Pour y remédier, plusieurs ouvrages ont été construits bien qu'ils suivent encore souvent les axes routiers. On peut par exemple citer la piste cyclable sur la route de Chambord entre Saint-Gervais-la-Forêt et Vineuil, la piste cyclable longeant la voie rapide entre La Chaussée-Saint-Victor et Vineuil, ou encore la double-passerelle cyclo-piétonne entre le quartier Laplace et Cap'Ciné (Blois) en desservant les ZAC des Gailletrous et du Parc A10 (La Chaussée-Saint-Victor). Des connexions, souvent adaptées à la circulation de vélos, manquent cependant autour de la voie rapide, notamment sur la portion entre l'avenue Maunoury et ce même ouvrage entre la rue Laplace et Cap'Ciné, non relié au Sud à cause de la ligne ferroviaire.

## Problèmes identifiés

### Inondabilité
Une partie de la voie rapide se trouve au ras du val de Vienne, entre le pont Charles-de-Gaulle et la Fosse Carrée (Vineuil). De ce fait, cette portion se retrouve en zone inondable en cas de crue de la Loire ou du Cosson,.
Dans de telles circonstances, la traversée du pont Charles-de-Gaulle reste possible jusqu'à l'échangeur de la Bouillie en direction d'Orléans par la D 951 et la levée de la Loire. Faute d'aménagements adéquats, les accès à Blois-Vienne ou Vineuil par la voie rapide peuvent en effet être également coupés comme en 2016.